# Voo Southwest Airlines 1380
O voo 1380 da Southwest Airlines é uma rota da companhia aérea norte-americana Southwest Airlines entre o aeroporto LaGuardia em Nova York e o Aeroporto de São Francisco, com a primeira escala no Aeroporto de Dallas Love Field. No dia 17 de abril de 2018, a aeronave que fazia esta rota, sofreu uma falha no seu motor esquerdo vinte minutos depois da decolagem de LaGuardia.
Partes que se soltaram do motor, atingiram a fuselagem, a asa esquerda e uma janela lateral, que se quebrou, causando uma rápida despressurização da cabine. A tripulação desviou a rota e fez uma descida de emergência, pousando em segurança no aeroporto da Filadélfia.

## Aeronave
A aeronave envolvida no acidente era um Boeing 737-700 com registro N772SW, em serviço na Southwest Airlines desde sua fabricação em julho de 2000. Estava equipado com dois motores CFM56-7B.

## Tripulação e passageiros
No comando do voo estava a piloto Tammie Jo Shults, tendo Darren Ellisor como copiloto. Havia três comissários de bordo e 144 passageiros, num total de 149 pessoas a bordo.

## Acidente
A decolagem do aeroporto LaGuardia ocorreu às 11h43 (horário local), para a primeira etapa do voo, entre Nova York e Dallas. Vinte minutos depois, com a aeronave a aproximadamente 9 900 m (32 500 ft) de altitude e à velocidade aproximada de 800 km/h (497 mph), ocorreu uma falha catastrófica do motor esquerdo, causando uma forte explosão e perda de partes do motor e da carenagem de entrada de ar. Algumas dessas partes atingiram a fuselagem, a asa esquerda e uma das janelas, que se quebrou, provocando uma descompressão descontrolada da cabine.

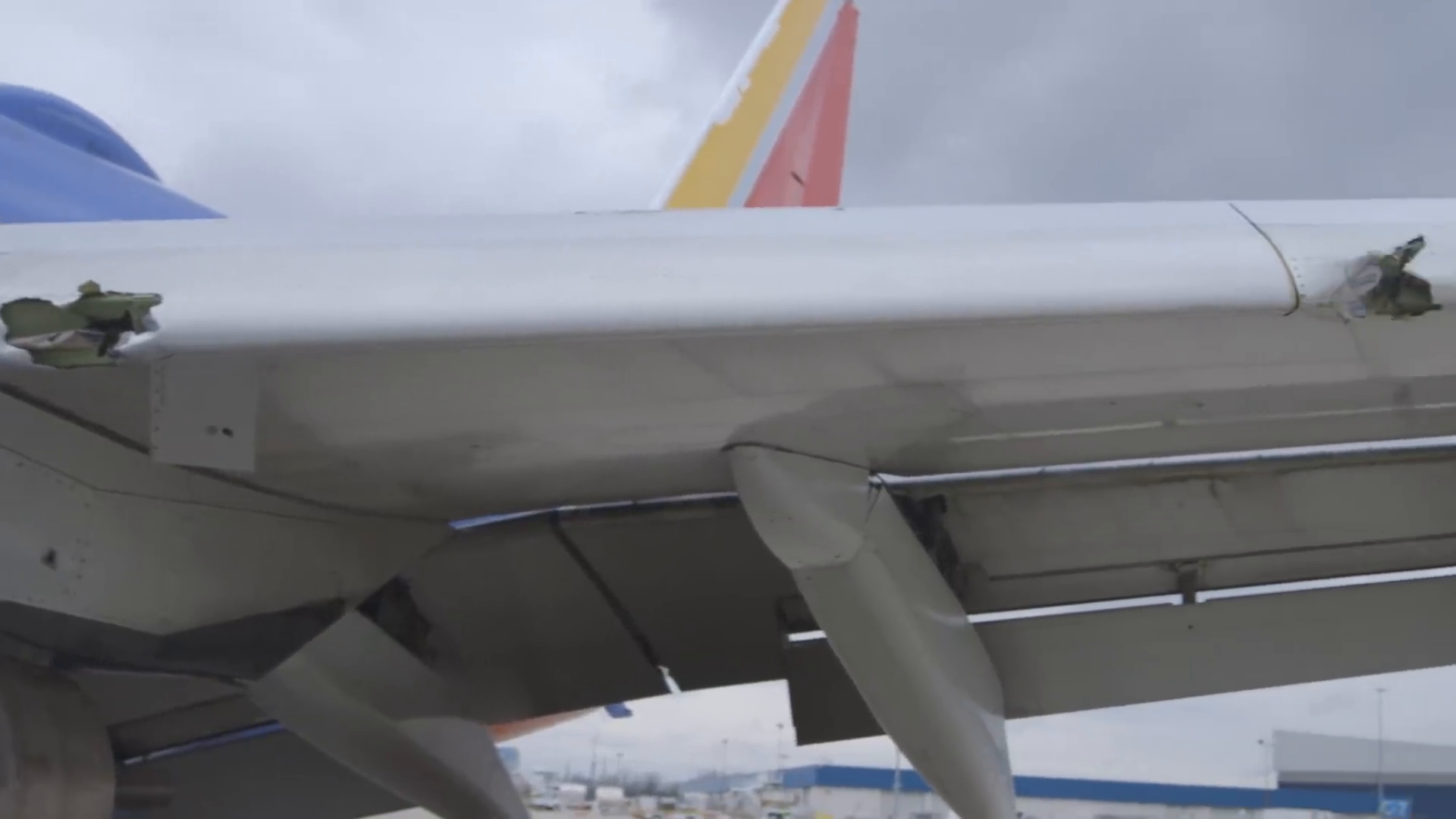
Partes que se desprenderam do motor atingiram também o bordo de ataque da asa esquerda da aeronave

A passageira Jennifer Riordan, que estava sentada ao lado da janela que se quebrou, foi sugada pela forte descompressão, ficando com a parte superior de seu corpo para fora da fuselagem. Passageiros a puxaram de volta para a cabine e realizaram ressuscitação cardiopulmonar, até o pouso da aeronave vinte minutos depois da falha do motor, mas Jennifer não resistiu aos ferimentos e morreu em um hospital da Filadélfia. Sete outros passageiros ficaram feridos e foram atendidos no aeroporto.
Logo após a falha do motor, a aeronave sofreu fortes vibrações, inclinou-se para a esquerda e perdeu altitude rapidamente, sendo em seguida controlada pela tripulação. A descompressão violenta fez com que as máscaras de oxigênio fossem liberadas para os passageiros. Depois da pane, o voo continuou sob controle durante vinte minutos, até o pouso em segurança às 12h23 no aeroporto da Filadélfia.

## Investigação
Partes da carenagem do motor foram encontradas a cerca de oitenta quilômetros ao norte da Filadélfia. A investigação preliminar da NTSB revelou que uma das palhetas da entrada de ar (fan) do motor falhou, com evidência de fadiga de metal onde a lâmina se partiu, sem saber o que causou a quebra da janela.

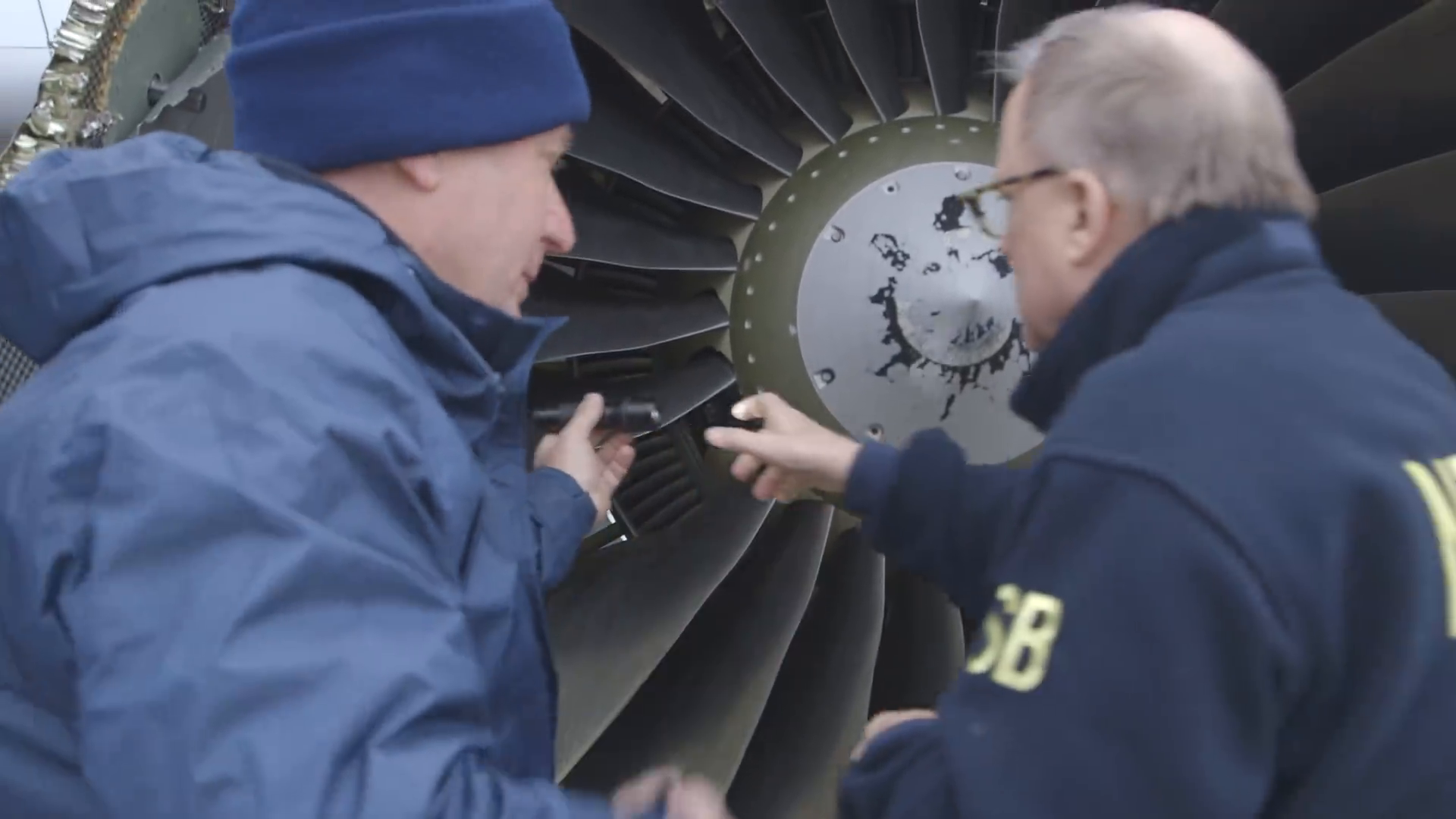
Investigadores da NTSB observam a falta de uma das palhetas da entrada de ar do motor

A investigação completa foi prevista para demorar entre doze e quinze meses. A EASA e a FAA determinaram que fossem realizadas inspeções em todos os 737 equipados com motores CFM56-7B e declararam, em 18 de abril de 2018, que uma Diretiva de Aeronavegabilidade formal seria emitida em breve. Como o fabricante do motor - CFM International - é uma empresa franco-americana, a agência de investigação de acidentes aéreos da França também enviou especialistas para as investigações.
A FAA determinou ainda que, dentro de vinte dias, fossem feitas inspeções em todos os motores CFM56-7B que tenham acumulado trinta mil ciclos de voo (decolagem/pouso) ou mais. Ao todo, essa inspeção abrangeria 681 motores em todo o mundo, sendo 352 nos Estados Unidos.